# Rosario de Paya
Pour les articles homonymes, voir Rosario et Paya.
Rosario de Paya est la capitale de la paroisse civile d'Arevalo Aponte de la municipalité de Santiago Mariño de l'État d'Aragua au Venezuela.